# Santo Domingo (Villa Clara)
Santo Domingo es una ciudad y municipio cubano ubicado en la provincia de Villa Clara. Encierra maravillosas historias en cada una de sus calles y edificaciones que la convirtieron en especial y de disfrute para sus pobladores y visitantes, pero actualmente cuenta con alto grado de deterioro estructural en la mayoría de los lugares de arquitectura colonial. Se registra en este municipio el nombrado Bosque Modelo cuya extensión territorial y característica lo hacen memorable convirtiéndose en un área protegida y de gran prioridad en materia de conservación y preservación de la flora y la fauna.

## Ubicación
Se encuentra localizado al noroeste de la provincia de Villa Clara, limita al norte con Corralillo, Quemado de Güines y Sagua la Grande, al este con Cifuentes y Ranchuelo, al sur con Cienfuegos y al oeste con Matanzas.

## Historia
En el siglo XVI hemos hallado la fecha más temprana que se conoce para los términos del actual Municipio Santo Domingo. Transcurría el año 1591. Don Rafael Uribe, agrimensor oficial del Cabildo de Sancti Spíritus hacía medición de unas tierras, que dicha autoridad mercedaba a favor de Antón Díaz. Como motivo expresado en tal documento se buscaba fomentar el Hato de Amaro.
El 16 de septiembre de 1625 el mismo Uribe participa en la mercedación de las comarcas del Hato de Álvarez concedidas a Juan Herrera, y años más tarde son mercedados los campos para el Corral de Encierro de San Juan de Amaro. En aquella época la actividad económica más importante de la isla era la ganadería, con predominio de hatos, corrales y haciendas ganaderas. Álvarez, favorecido geográficamente por su ubicación en el Camino Real o Camino Ganadero (1) que recorría la Isla desde Oriente hasta Occidente, experimentó en pocos años un desarrollo económico social considerable.
El traslado de los grandes rebaños por una ruta tan prolongada necesitaba albergues. Álvarez ofrecía las comodidades necesarias para una estancia más o menos breve que también permitía componer los arreos, rehabilitar el ganado fatigado, sacrificar las reses enfermas o mutiladas y hospedar a los hombres cansados. Satisfacía tales propósitos la disposición de cuartones con forraje y agua para los animales, mataderos, mercado de carne y cueros, posadas y entretenimiento. Además Álvarez mantenía relaciones de comercio con la naciente población de Sagua la Grande y con Remedios.
El río Jiquiabo, entonces navegable, derramaba sus aguas en el río Sagua. A través de este circuito de comunicación se importaba la sal necesaria para conservar las carnes y curtir los cueros hasta que esos productos ya listos, eran exportados siguiendo la misma corriente del río. Hacia la margen donde el Jiquiabo se podía navegar existió por mucho tiempo un almacén de sal.
Alejandro de Humboldt en su Ensayo Político sobre la Isla de Cuba señalaba el Partido de Álvarez como el punto que dividía la isla en dos departamentos: Occidental y Oriental. J. B. Rosemond en su obra La Isla de Cuba señala a Álvarez en el límite occidental. La Capitanía Pedánea de Álvarez tenía bajo su mando los cuartones de San Pedro de Jiquiabo, Mordazo (antes "El Jato"), Cascajal y Punta Felipe, además de varios corrales de ganado mayor, menor, y sitios de labranza.
La autoridad civil y militar residía en un Teniente o Capitán Pedáneo nombrado por el Gobierno Superior Civil de la Habana. Fue así hasta finales de la primera mitad del siglo XIX cuando Álvarez pasó a la Jurisdicción de Sagua la Grande. Su relativo esplendor propició un rápido aumento de la población, enriquecida por la emigración de canarios y franceses. Los servicios religiosos eran oficiados por el párroco de la Iglesia.
El templo estuvo construido primeramente con la técnica de embarrado y guano hasta que, víctima de un incendio en 1812, se reconstruyó con mampostería y cubierta de tejas. Su patrono tutelar era San Narciso de Álvarez. Imaginemos la ascendencia eclesiástica de Álvarez por el simple hecho de que el párroco de allí fue quien celebró la primera misa de la villa Sagua la Grande.
Sabemos que el incendio aludido destruyó gran parte del centro urbano hasta tal punto que durante varios años la Capitanía Pedánea se estableció en Jiquiabo. Tuvo lugar una segunda urbanización que obligó a los residentes de Álvarez al trazado y empedrado de las calles. ¿Cómo era la correlación entre pobladores blancos y negros? Pues siendo la ganadería una actividad económica que no requería mucha mano de obra, la fuerza esclava era superflua.
La mayoría de los peones y monteros eran blancos carentes de fortuna que no se contrataban más allá del perímetro familiar. Los esclavos sobrellevaban los servicios domésticos y su número era inferior en comparación con otros lugares de la isla tales como La Habana y Trinidad, donde ya a fines del siglo XVIII la inclemente economía de plantación molía por igual el cuerpo de hombres y las cañas. La Revolución Haitiana y el descalabro de su industria azucarera propiciaron un mercado seguro para el azúcar cubano. Aumentó la inmigración forzosa de esclavos mientras se extendía en Cuba la economía de plantación.
El arrebato azucarero y las pingues ganancias hicieron posible que la sacarocracia cubana instala técnicas más modernas, entre ellas: el transporte a través del ferrocarril. Para el traslado del azúcar se habilitaron puertos comunicados por redes de caminos principales y secundarios.
La aparición del ferrocarril de Sagua a Cienfuegos y más tarde su enlace con el ferrocarril de Júcaro a Morón en Santo Domingo, fueron causas fundamentales para que Álvarez comenzara a declinar económicamente. La ganadería fue desplazada por el azúcar. Tierras y capitales se incorporaron a la naciente industria; el ganado era transportado ahora en trenes y los pueblos se fundaron allí donde prosperaban las nuevas ocupaciones.
Estos factores motivaron un éxodo desde Álvarez hacia los centros económicos: Sagua, Mordazo, Manacas, Santo Domingo, Cienfuegos. El 1 de enero de 1879 Álvarez se incorpora al municipio de Santo Domingo bajo la condición de "barrio". De aquella floreciente región que puede juzgarse como protohistórica, dada la escasez de testimonios escritos, solo ha llegado hasta hoy en las ruinas de su legendario cementerio.

## Geología
Por su constitución geológica el surgimiento de esta área corresponde al período Paleógeno, época del Eoceno Superior, cuya base litológica corresponde a las gravelitas, areniscas, margas, calizas y conglomerados, atravesada su porción central por una acumulación de linos, arcillas y arenas aluviales de edad Cuaternaria.

## Suelos
Relieve llano con suaves ondulaciones. Por su génesis estas llanuras son fluviales, acumulativas y erosivas. Las pequeñas elevaciones oscilan entre 90 y 182 metros sobre el nivel del mar. Al norte de la población Amaro se localiza una meseta de formación rocosa (182 m.), en Las Casimbas hay una elevación de 90 m. y en Punta Felipe, otra de 104 m. En la zona no abunda el espacio cársico; aunque existen manifestaciones aisladas de esta topografía, entre las que hay que mencionar algunas cuevas: El Indio (Curazao), la cueva Mariscal (en la loma de Las Nieves) y la cueva Ciguapa (en Las Casimbas).

## Clima
Clima: el municipio forma parte del sistema climatológico Caribe–Antillano. Es una llanura interior con humedecimiento estacional relativamente estable, alta evaporación y temperaturas cálidas. Se aprecia claramente la existencia de un período lluvioso y otro seco. El primero se extiende desde abril hasta octubre y el menos pluvioso, desde noviembre hasta marzo.
El mes más frío es enero, y el más caluroso, agosto. En general la mínima media de temperatura es 18,9 °C y la máxima media es de 30,7 °C. La insolación anual media es de 76%. Predominan los vientos alisios, con dirección noreste y rapidez de 9 km./h.; aunque de noviembre a marzo inciden los vientos del norte. La evaporación media anual es de 2012 mm. y la humedad relativa es de 80%. Se mantiene bastante estable, excepto en marzo y abril en que disminuye hasta un 6%.

## Flora
El área protegida de Monte Ramonal, se encuentra situada a 30 km. siguiendo la carretera que conduce desde Santo Domingo a Corralillo, 6 km. después del poblado Salvadora en la zona conocida como Cayana. Abarca una extensión de 2 572 hectáreas, o sea, unas 192 caballerías. Son aproximadamente 25 km² de bosques y sabanas que escaparon a la acción transformadora del hombre.
Es decir, Monte Ramonal es tan sólo un fragmento de los bosques que, con similar lozanía, cubrían la mayor parte del territorio insular. Allí se guarda una gran diversidad genética: existen más de 320 especies de plantas con flor sin incluir los Hongos, Musgos y Líquenes.
Están representadas las cuatro formaciones vegetales: el bosque siempre verde mesófilo, el bosque semidaciduo mesófilo, el bosque semidaciduo micrófilo en suelos temporalmente inundados, el bosque de ciénaga con particularidades propias del área.
En Monte Ramonal coexisten más de 320 especies de plantas con flores: 91 maderables– Guásima, Copey, Caoba de Cuba; 58 son melíferas –Cuya, Guásima, Macurije, Yaba; 85 son medicinales –Yagruma, Nabaco; 73 son endémicas –Acana, Jicarita, Anón de Cuabal, Malagueta, Maboa de Sabana, Palma Cana, Roble Blanco, Chicharrón, Ebano Negro); 14 son nuevos reportes para la provincia, es decir, sólo están en Monte Ramonal; y más de 23 orquídeas silvestres.

## Desarrollo económico y social
Actualmente el municipio se subdivide en once consejos populares: Punta Felipe, Cascajal, Mordazo, Sabino Hernández, Manacas, Washington, La Palma y El Jardín (poblado Santo Domingo), 26 de Julio, Baliño y Rodrigo-Amaro.
La población del total del municipio de Santo Domingo es de 53007, siendo hombres 27005 y mujeres 26002. Su población urbana es de 38201 y su población rural es de 14806 personas. Trabajan en el sector estatal 13590 personas y en el sector no estatal 9859, ocupados en la economía un total de 23449 habitantes. La densidad de población es de 61,0 habitantes por kilómetro cuadrado.

## Cultura
Cuando hablamos de cultura es necesario mencionar el museo de Santo Domingo fuente de historia y conocimiento, lugar obligatorio para los Dominicanos, además de visitas dirigidas y especializadas, charlas, conferencias, consultas sobre la historia local. Las efemérides, conmemoraciones y homenajes a mártires o personalidades relevantes del municipio actualizan junto a exposiciones transitorias y muestras móviles, el perfil histórico de esta localidad. Desde las comunidades Aborígenes, pasando por la fundación del pueblo, la época colonial, la republicana hasta el avance revolucionario, existen allí objetos, documentos e investigaciones valiosas.

## Parrandas
Para poder comprender el significado de Las Parrandas Cascajalenses debemos dar una mirada retrospectiva a la historia de esta localidad. Se recoge por algunos historiadores la formación de este poblado aún antes de las Guerras de independencia, incluso se recogen datos de algunos combates a su alrededor. A pesar de esto el poblado no pasaba de ser un barrio, cuyo asentamiento sería progresivo y con mayor afluencia después del 1900, sobre todo hacia los años 30, con la construcción de la carretera central. No obstante no se recogen en tales documentos que hayan existido algunas tradiciones culturales en este período que identificaran al poblado.
Por motivo de este crecimiento, se comienza a estructurar el pueblo apareciendo las escuelas públicas, el ayuntamiento y el 24 de febrero de 1937 se inaugura La Iglesia Católica, con motivo de esta celebración se realizan festejos religiosos para agasajar al Santo patrón del pueblo "Jesús de Nazareno", fiesta que se sale del marco religioso y terminaron con una celebración popular, surgiendo así una nueva tradición pero ahora con carácter religioso y a la vez pagano, porque terminaban con un baile popular. Este tipo de fiestas se continúa celebrando todos los años el día 24 de febrero hasta nuestros días.
En el año 1949 llegó a Cascajal, procedente de Majagua, Camagüey un farmacéutico llamado Amaury Echemendía Pérez. Unos años después fue elegido presidente de la Sociedad Liceo, cumpliendo él con su labor el 31 de diciembre de 1953 trae por primera vez a Cascajal una orquesta de La Habana "Hermanas Palau", para auspiciar el baile que tradicionalmente se venia celebrando, ese día en vísperas de año nuevo; se dice que ese baile fue anunciado hasta por avión, que asistieron personas de todos los alrededores incluyendo de la provincia de Matanzas.
Fue un baile muy grande, de tal magnitud que aquí vivía un administrador de correos llamado Virgilio Monteagudo, que había venido de Camajuaní, el cual al ver la magnitud y la acogida de aquella fiesta, al día siguiente se reúne con Amauri con el fin de llegar a un acuerdo para comenzar a hacer en Cascajal las parrandas que ya él conocía de su pueblo natal, el cual le agregaría la idea de las vistosas carrozas, las movidas comparsas así como el carácter competitivo de las mismas, dándole a la tradición precedente un mayor colorido y entusiasmo.
Toman la iniciativa y forman una comisión encargada de la organización de dichas fiestas. Dividen al pueblo en dos barrios los cuales nombran “Camarón y Tejeringo” cada uno con su respectivo presidente, para “El Tejeringo” Rubén Caleo Ruiz (Bodeguero) y de “El Camarón” Amaury Hechemendia Pérez (Farmacéutico). Eligiéndose para celebrar estas fiestas el 24 de febrero día del Santo Patrón del pueblo, " Jesús Nazareno"; continuando así la tradición que comenzara la Iglesia Católica en esta fecha pero de 1937, las cuales se iniciaron como un evento festivo de carácter religioso que terminaba con un baile popular de carácter pagano.
Así es como tiene origen el día del Cascajalense. Toma el nombre de "Cascajalense Ausente" haciéndose honor a aquellas personas que marcaron un hito en el pueblo de Cascajal y han pasado a la historia, así como aquellos que ya no viven en la comunidad. Ese día se les hace una invitación especial a todos los Cascajalenses que ya no viven en el poblado, a los cuales se les hace una actividad por el mediodía, donde se les da un brindis, un almuerzo y se hacen intercambios de experiencias entre ellos y se hace memoria a aquellos que ya no están y más tarde participan de las parrandas.
Se dice que Cascajal es el promotor de las parrandas en el municipio de Santo Domingo porque fue el primer barrio donde se efectuaron ese tipo de fiestas, donde se divierte el pueblo en masas, volcado a las calles, sin prejuicios de color de piel, ni posición social. Estas fiestas fueron acogidas por el pueblo con mucho fervor y entusiasmo, brindándole su apoyo en todos los aspectos. Fiestas populares en Mordazo
Las noticias que se tienen sobre las fiestas populares en Mordazo se remontan a los años veinte, cuando un señor de apellido Iznaga promovió la realización de verbenas en el parque Martí. En aquel tiempo se dividía el terreno con una soga, a un lado los blancos, a otro, los negros. A la Verbena asistían la orquesta dominicana de los Hermanos García y el conjunto de los Hermanos Montalvo de Cascajal.
Entre las amenidades se contaban los bailes de disfraces, la venta de dulces, bebidas y comidas típicas. Estas celebraciones se estacionaron en el mes de mayo, específicamente el día 20, y se mantuvieron hasta la década del cuarenta. Hacia 1955 se inauguró el Liceo de Mordazo en un local cuyo propietario fue Armando Villanueva.
Allí se reunían las familias «acomodadas» del pueblo: los Pérez, los Fernández y Socarrás; mientras en la Sociedad de Color, dirigida por el mulato José Isabel Pérez, se congregaba la población segregada. En el año 1955 también se vio nacer la festividad del Mordacense Ausente.
Unos jóvenes encabezados por Yury Pérez, Alfonso Martínez y Majén, muchacho de Sancti Spíritus, habían presenciado la esplendidez de las fiestas del Manaquense Ausente y decidieron hacer algo parecido en Mordazo. Por primera vez salieron las parrandas a la calle del poblado. El barrio El Rincón tomó la iniciativa y retó al de Las Cadenas sacando un mulo que montaba Jorge Guillén o «Chichi».
Esto provocó a los cadeneros para que el siguiente fin de semana sacaran una casita de guano con la joven Aida Socarrrás vestida de campesina y lavando en una batea. A partir de este momento se distribuyó el pueblo en dos barrios: El Rincón y Las Cadenas, cada uno con su respectivo presidente y un color identificador.
Para sufragar los gastos improvisaban formas de ingreso, salían con jarros y alcancías casa por casa e incluso acudían a la ayuda de pueblos vecinos. Las primeras carrozas que se exhibieron fueron construidas en e l propio Mordazo por los carpinteros locales aunque también fueron traídos algunos otros desde Camajuaní, los cuales asesoraron con su reconocida pericia en este tipo de trabajo a los lugareños. De cartón, yeso y madera se levantaban estos palacios efímeros de luz de acuerdo con el presupuesto que se recaudara.
Dos días antes de celebrarse el Mordacense Ausente comenzaban los Changüí con el fin de levantar el espíritu festivo del pueblo. Los barrios ya habían estado saliendo todos los fines de semana alternativamente, siempre tratando de superar en belleza, colorido e invención al barrio oponente. Las farolas, las comparsas, los trajes, eran elementos a través de los cuales se establecía este espectáculo emulador hasta que llegaba el 20 de mayo, fecha señalada entonces por conmemorar el paso de la sociedad colonial a la República.
Desde entonces el día del Mordacense Ausente está fijado en el calendario de fiestas locales por las parrandas, la alegre rivalidad entre los barrios, los fuegos artificiales y la memoria de los que ya no están. Las celebraciones culminan con el entierro emblemático del barrio perdedor, tradición que surgió en 1955 cuando Pérez, el antiguo administrador del correo se vistió de cura y despidió el duelo de Las Cadenas.
El cortejo fúnebre seguía un ataúd repleto de voladores, la gente del pueblo ataviada de negro, los gritos, lamentos y ataques de quienes lloran a sus muertos. Al final se le prendía fuego al féretro. A esta práctica se agregó una velada de nueve días que le hizo el barrio de El Rincón a Las Cadenas con la instalación de un altar con vasos, velas y flores blancas, hasta que llegaba la medianoche y rompía una conga en señal de triunfo. Cierto que durante algunos años estas fiestas han tenido un carácter intermitente.
Barrio El Rincón Uno de los barrios contendientes en las Fiestas Tradicionales de Mordazo. Se llamó así porque sus miembros vivían en el barrio detrás de la carretera. Su primer presidente fue Yury Pérez. Ha estado simbolizado por una antorcha, aunque también se reconoce en la figura del león.
Los colores que lo distinguen son el azul y el blanco. El primer año de parrandas El Rincón presentó dos carrozas, una grande, alegórica a la fecha del 20 de mayo. Mirtha Deáz iba vestida con la bandera cubana, los jóvenes Guido Pérez y Alfonso Martínez vestían de mambises, Deisy Pérez portaba unas cadenas que debía romper representando la liberación; mientras Elsa Pérez llevaba una balanza que aludía a la justicia. La segunda carroza era una alegoría de la música.
Barrio Las Cadenas Barrio rival de El Rincón en las Fiestas Tradicionales de Mordazo. Debe su nombre a la existencia en aquella región de un espiritista que al consultar a hombres y mujeres les mandaba ponerse unas cadenas en los pies. Está simbolizado por unas cadenas y sus colores son el amarillo y el rojo. Sus primeros presidentes fueron Liugo Domínguez y el cascajalense Miguel López. La primera carroza que presentaron tenía el mapa de Cuba y seis jóvenes personificando las seis provincias que por aquel entonces constituían el país.